# Higroeletricidade
A higroeletricidade é um tipo de eletricidade estática que se forma em gotículas de água e pode ser transferida para pequenas partículas de poeira. O fenômeno é comum na atmosfera terrestre, mas também foi observado no vapor que escapa das caldeiras. Foi a base de funcionamento de uma proposta de Nikola Tesla de tirar eletricidade do ar, uma ideia que foi recentemente revivida. A carga higroelétrica seria a provável fonte da carga elétrica que, sob certas condições, como as que ocorrem em tempestades, erupções vulcânicas e algumas tempestades de poeira, dá origem a raios.
O químico brasileiro Fernando Galembeck desenvolveu um equipamento que se propõe a gerar energia através da higroeletricidade presente na umidade do ar. O equipamento produz uma quantidade de energia equivalente a 0,000001% da produzida em uma mesma área por uma célula solar, sua viabilidade sendo ainda assunto de debate na comunidade científica.